# Passió per Formentera
Die Passió per Formentera ist eine Ro-Pax-Fähre der spanischen Reederei Baleària Eurolineas Marítimas.

## Geschichte
Das 2007 bestellte Schiff wurde unter der Baunummer 1663 auf der Werft Hijos de J. Barreras in Vigo für die Reederei Baleària Eurolineas Marítimas gebaut. Der Stapellauf fand am 7. März 2009 statt. Das Schiff wurde auf der Werft Estaleiros Navais de Viana do Castelo ausgerüstet und am 11. September 2009 fertiggestellt. Der Bau kostete 42 Mio. Euro. Das Schiff ist eine von vier Fähren eines mit „Baleària+“ bezeichneten Bauprogramms, die bei der Bauwerft für die Reederei Baleària bestellt worden waren und die kleinste Einheit dieser vier Schiffe.
Das Schiff wurde unter der Flagge Maltas mit Heimathafen Valletta in Dienst gestellt. Seit Oktober 2014 fährt es unter spanischer Flagge mit Heimathafen Santa Cruz de Tenerife. Das Schiff verkehrt zwischen Algeciras und der spanischen Exklave Ceuta. Es ist nach einem Tourismusslogan der Baleareninsel Formentera benannt.

## Technische Daten und Ausstattung
Das Schiff wird von zwei Viertakt-Neunzylinder-Dieselmotoren des Typs Bergen B32:40L9P mit jeweils 4500 kW Leistung angetrieben. Die Motoren wirken über Untersetzungsgetriebe auf zwei Verstellpropeller. Die Reisegeschwindigkeit des Schiffes beträgt rund 21 kn. Das Schiff ist mit zwei mit jeweils 495 kW Leistung angetriebenen Bugstrahlrudern mit Verstellpropellern ausgestattet.
Für die Stromerzeugung stehen zwei von den Hauptmotoren mit jeweils 750 kW Leistung angetriebene Wellengeneratoren und drei von Mitsubishi-Dieselmotoren des Typs S6R2-MPTA mit jeweils 560 kW Leistung angetriebene Stamford-Generatoren zur Verfügung. Weiterhin wurde ein von einem Dieselmotor mit 280 kW Leistung angetriebener Notgenerator verbaut.
Das Schiff verfügt über sechs Decks. Auf dem Hauptdeck befindet sich ein durchlaufendes Fahrzeugdeck. Dieses ist über ein Bug- und eine Heckrampe zugänglich. Die Bugrampe befindet sich hinter einem nach beiden Seiten zu öffnenden Bugvisier. Über dem durchlaufenden Fahrzeugdeck befindet sich ein höhenverstellbares Fahrzeugdeck. Auf dem durchlaufenden Fahrzeugdeck stehen 304 Spurmeter zur Verfügung. Hier können Lkw und Pkw befördert werden. Auf dem höhenverstellbaren Fahrzeugdeck, das aus zwei zusammen 20,5 × 10,7 m großen Modulen besteht, stehen weitere 236 Spurmeter für den Transport von Pkw zur Verfügung. Die nutzbare Höhe auf dem durchlaufenden Fahrzeugdeck beträgt 4,5 m. Wenn das höhenverstellbare Fahrzeugdeck genutzt wird, beträgt die Höhe darunter 2,35 m und auf dem höhenverstellbaren Fahrzeugdeck 2,2 m.
Oberhalb der Fahrzeugdecks befinden sich drei Decks mit den Passagiersbereichen, Räumen für die Schiffsbesatzung und der Brücke im Bugbereich. Für die Passagiere stehen unter anderem Räume mit Sitzgelegenheiten und ein Schnellrestaurant zur Verfügung. Auf den Decks 5 und 6 befinden sich offene Decksbereiche mit Sitzgelegenheiten. Für die Schiffsbesatzung stehen sechs Einzel- und sieben Doppelkabinen, Kombüse, Messe und ein Aufenthaltsraum zur Verfügung. Weiterhin sind auf den Decks unter anderem technische Betriebsräume eingerichtet. Die Brücke ist über die gesamte Breite geschlossen. Zur besseren Übersicht beim An- und Ablegen und dem Navigieren in engen Fahrwassern gehen die Nocken etwas über die Schiffsbreite hinaus.
Das Schiff ist mit zwei Flossenstabilisatoren ausgestattet. Die Reichweite des Schiffes beträgt rund 2200 Seemeilen.
Das Schiff ist für 800 Personen (Passagiere und Schiffsbesatzung) zugelassen.